# Bechtěrevova nemoc
Bechtěrevova či Marieho–Strümpellova nemoc (odborně též ankylozující spondylitida, lat. morbus Bechterevi, morbus Mariei–Strümpelli), pojmenovaná podle ruského neurologa Vladimira Bechtěreva, německého neurologa Adolfa Strümpella a francouzského neurologa a endokrinologa Pierra Marieho je chronické zánětlivé onemocnění především páteřních obratlů postihující až 1 % populace. Postihuje dvakrát až třikrát častěji muže než ženy; první příznaky se většinou objeví mezi 18. a 30. rokem života.

## Příčina nemoci
Přesná příčina nemoci zůstává stále nejasná. Již dlouho je však známa souvislost, která existuje mezi výskytem ankylozující spondylitidy a přítomností antigenu HLA-B27. (HLA antigeny jsou molekuly na povrchu buněk, podle kterých imunitní systém rozeznává vlastní buňky od cizích.) Uvažuje se také o roli střevní mikroflóry.
Nejrůznějších HLA antigenů existuje velké množství a antigen HLA-B27 se vyskytuje přibližně u 7 % obyvatel České republiky. U spondylitiků jej lze prokázat až v 90 % případů. U osob s antigenem HLA-B27 je pravděpodobnost onemocnění až 300krát vyšší oproti osobám, které tento antigen nevlastní. Přítomnost antigenu HLA-B27 však ještě neznamená, že budete touto nemocí postiženi, jedná se pouze o zvýšené riziko.

## Příznaky nemoci
- Chronická bolest a ztuhlost v dolní části páteře. Bolest se často objevuje v místě skloubení křížové kosti s pánví (sakroiliakální skloubení), odkud vyzařuje do hýždí nebo zadní strany stehna. Bolest je největší, pokud pacient zůstává v klidu, zmírňuje se při fyzické aktivitě.
- Páteř se postupně stává stále méně ohebná, pacient si nejprve nedosáhne rukama na kolena, později se nemůže vůbec předklonit. Rozvoj nemoci je postupný a trvá mnoho let, než dojde do konečného stadia, kdy má páteř charakter tuhé neohebné tyče. K tomu však dochází pouze u menší části pacientů.
- Může se objevit i bolest hrudníku, zvláště při hlubokém dýchání.
- Dalším rysem ankylozující spondylitidy je chronická těžká únava.
- Zhruba 40 % případů nemoci je spojeno se zánětem oční duhovky a řasnatého tělíska (tento zánět se odborně nazývá iridocyklitida). Zánět se projevuje bolestí oka a zvýšenou citlivostí na světlo (fotofobií).
- Mezi méně časté příznaky Bechtěrevovy nemoci patří zánět kloubů, plicní fibróza (zvýšená tvorba vaziva v plicích) nebo odlučování nehtů od nehtového lůžka (tzv. onycholýza).
- V mladém věku může nemoc začínat jako otoky velkých kloubů na končetinách, především kolen. Postižení páteře přichází později.

## Dědičnost
Nemoc není dědičné onemocnění v tom smyslu, že by se jednoduše přenášela z rodičů na děti. Přesto však v jejím rozvoji dědičnost určitou roli hraje. Má-li někdo z blízkých příbuzných (rodiče, prarodiče, sourozenci) spondylitidu, má i vyšší riziko tohoto onemocnění, a neměli by proto podceňovat případné příznaky, které jsou pro počátky Bechtěrevovy choroby typické.
Dědičnost sklonů k Marieho–Strümpellove chorobě může být založena na dědičnosti antigenu HLA-B27, který výrazně zvyšuje riziko tohoto onemocnění. Tento specifický antigen se vyskytuje asi u 7 % populace. Antigeny jsou molekuly umístěné na povrchu buněk a slouží mimo jiné jako značka pro imunitní systém, který díky nim rozpozná buňky vlastní od buněk cizích (například bakteriálních, nádorových nebo transplantovaných). Sestavu antigenů má každý člověk individuální, ale dědí se z rodičů na děti tak jako krevní skupiny nebo třeba fyziognomické znaky (tvar nosu, lebky apod.). Proto mají blízcí příbuzní podobnou sestavu antigenů a dá se očekávat, že mohou sdílet také rizikový antigen HLA-B27.

### Slavní pacienti
Bechtěrevovou nemocí trpěli např. sovětský spisovatel Nikolaj Ostrovskij (těžkou formou), americký moderátor Ed Sullivan nebo americký politik (a syn prezidenta) Beau Biden, z dosud žijících jsou to např. Mick Mars (kytarista Mötley Crüe), Dan Reynolds (zpěvák Imagine Dragons), šachista Vladimir Kramnik nebo hráč snookeru Joe Perry.  
Z českých osobností postižených touto chorobou jmenujme alespoň spisovatele Karla Čapka, prvního šéfa Nejvyššího kontrolního úřadu Lubomíra Voleníka, či předního českého fyzioterapeuta Pavla Koláře.

## Průběh onemocnění
Tak jako se lidé vzájemně liší mezi sebou, liší se u každého pacienta s touto nemocí i průběh jeho choroby. U někoho může nemoc postupovat rychle a záhy ho invalidizovat, zatímco v jiném případě se může nástup závažných projevů oddálit až do pozdního věku. Přesto je v průběhu choroby možné vysledovat několik společných znaků:
- Nemoc se objevuje většinou postupně v nepravidelných intervalech. První bolesti pocítíte zpravidla v dolní části zad, v tzv. sakroiliakálním skloubení, tj. kloubu mezi křížovou kostí a pánví. Bolesti trápí pacienty nejvíce v noci, po dlouhé jízdě autem, delším sezení v kině nebo na koncertě. Někdy je nemoc i vzbudí, přinutí vstát a ulevit si lehkým rozcvičením páteře.
- Nemoc probíhá dlouhodobě – tj. nejméně 3 měsíce, zpravidla však i několik let. Zánětlivé postižení meziobratlových plotének a dalších struktur páteře vede k postupnému tuhnutí, někdy až k ankylóze páteře (nepohyblivému srůstu v důsledku tvorby syndezmofytů – kostěných můstků mezi obratli – a vzniku tzv. bambusové páteře). K té může dojít již za 14 let od začátku onemocnění.

Přes všechny naděje, které poskytují nové léky a léčebné postupy, stále zůstává nejdůležitějším pacientův osobní přístup k nemoci. Pravidelným cvičením a dodržováním základních doporučení lze podstatně zlepšit průběh choroby i rozsah trvalých následků.

## Léčba
Základem léčby je pravidelné, celoživotní cvičení, rehabilitace a fyzikální terapie. U pacientů je každý rok indikována lázeňská léčba. Choroba není při dnešních léčebných možnostech zcela vyléčitelná a podávané léky se zaměřují na zmírnění příznaků a zpomalení progrese (zhoršování) onemocnění.

### Farmakologická léčba a druhy používaných léků
Používané skupiny léků se zaměřují na potlačení zánětlivé aktivity a na potlačení imunitního systému, který reaguje proti tkáním vlastního těla (autoimunitní reakce). V současné době se rozvíjí poměrně nová skupina léčiv náležejících do takzvané biologické léčby. Tyto léky také dokážou potlačovat přehnanou a nenormální reakci imunitního systému, avšak činí tak velmi cíleně na základě detailních poznatků o spouštěčích a průběhu imunitní reakce. Proto mají tyto léky výrazně menší nežádoucí účinky než klasické imunosupresivní léky.
Léky používané v léčbě Bechtěrevovy nemoci můžeme tedy rozdělit do následujících základních skupin:
- Nesteroidní antirevmatika – tyto léky zmírňují zánětlivý proces, potlačují otoky a bolest v postižených místech. Patří mezi ně i notoricky známé léky, jako například kyselina acetylsalicylová, ibuprofen. Nevýhodou těchto léků je při dlouhodobějším užívání riziko vzniku žaludečního nebo dvanáctníkového vředu s možným krvácením a dalšími komplikacemi.

- Imunosupresivní léky – tyto léky potlačují reakci imunitního systému jako celku. To vede ke zmírnění příznaků a zánětlivé aktivity, avšak zároveň má na svědomí i četné nežádoucí účinky. Organismus s potlačenou imunitou je například podstatně náchylnější k infekčním onemocněním.

- Kortikoidy – tyto léky jsou velmi účinné v potlačení zánětu i autoimunitní reakce, opět však mají celou řadu závažných nežádoucích účinků. Velké dávky kortikoidů se tedy používají jen krátkodobě, v případech náhlého zhoršení nemoci a jejích příznaků.

- Biologická léčba – tato skupina léků je nejnovější a v současné době se mohutně rozvíjí. Na základě detailního poznání imunitních mechanismů na molekulární úrovni je možné vyvinout léky, které působí cíleně proti určitým látkám způsobujícím zánět. To potlačuje projevy a postup onemocnění, vrací pacienta do normálního pracovního i společenského života bez bolesti a zároveň minimalizuje nežádoucí účinky obvyklé u méně specifických imunosupresivních léků. Je určena pacientům, kteří splňují kritéria pro zahájení biologické léčby.

## Cvičení a rehabilitace
U málokteré choroby jsou cvičení a rehabilitace natolik důležitá jako právě u Marieho–Strümpellove choroby. Díky vhodné rehabilitaci je možné zpomalit rozvoj nemoci i její další průběh. Zásadní je, aby byla rehabilitace odborně vedena a správně dávkována. Měla by se pro nemocného stát každodenní součástí života.
Rehabilitace probíhá jednak za přímé spolupráce rehabilitačního pracovníka, který provádí měkké techniky a asistuje při rozcvičování páteře. Dále jste poučeni o provádění samostatných cviků, především dechových cvičení. Důležitý je nácvik přímého držení těla a udržování obratnosti. Rehabilitace probíhá pravidelně, většinou jednou za týden. Samostatně byste však měli cvičit alespoň dvakrát denně, nejlépe ráno a v poledne.
Kromě cvičení je nutné dodržovat určitá režimová opatření, dbát na správné držení těla a vhodnou polohu při spánku. Vhodné pro zmírnění bolestí je také cvičení ve vodě. Vztlaková síla vody usnadňuje pohyby a zmenšuje zátěž způsobující někdy výrazné bolesti. Cvičení ve vodě tak vede k uvolnění napětí a zlepšení pohybového rozsahu.